# Баєчник
Баєчник (перебаєчник) — злий домашній дух. З'являється тільки вночі і не полюбляє, щоб за ним спостерігали. Після страшних розмов, історій можна чути його тихий плач та глухі стримані стогони, уривчасто-короткий голос. Бажано не розмовляти з цими духами — добра не буде: можна небезпечно захворіти. Представляється баєчник стареньким, маленьким, неповоротким.